# Championnat de Suède de hockey sur glace 2012-2013
Saison précédente Saison suivante
La saison 2012-2013 est la trente-huitième saison de l'Elitserien, le championnat élite de hockey sur glace en Suède. Elle a lieu du 13 septembre 2012 au 18 avril 2013.

## Classement final
Les huit premières équipes de la saison régulière sont qualifiées pour les séries éliminatoires. Les équipes classées onze et douzième disputent la Kvalserien.
| Clt   | Équipe          | PJ | V  | VP | D  | DP | BP  | BC  | Diff | Pts |
| ----- | --------------- | -- | -- | -- | -- | -- | --- | --- | ---- | --- |
| +001, | Skellefteå AIK  | 55 | 34 | 4  | 13 | 4  | 170 | 107 | +63  | 114 |
| +002, | Färjestads BK   | 55 | 27 | 7  | 14 | 7  | 155 | 110 | +45  | 102 |
| +003, | Luleå HF        | 55 | 25 | 9  | 12 | 9  | 145 | 102 | +43  | 102 |
| +004, | HV71            | 55 | 27 | 9  | 16 | 3  | 155 | 124 | +31  | 102 |
| +005, | Linköpings HC   | 55 | 27 | 4  | 19 | 5  | 145 | 136 | +9   | 94  |
| +006, | Frölunda HC     | 55 | 21 | 8  | 21 | 5  | 123 | 126 | -3   | 84  |
| +007, | Modo Hockey     | 55 | 19 | 7  | 19 | 10 | 135 | 129 | +6   | 81  |
| +008, | Brynäs IF       | 55 | 17 | 6  | 20 | 12 | 123 | 166 | -43  | 75  |
| +009, | AIK             | 55 | 16 | 7  | 25 | 7  | 123 | 149 | -26  | 69  |
| +010, | Växjö Lakers HC | 55 | 14 | 7  | 26 | 8  | 102 | 130 | -28  | 64  |
| +011, | Timrå IK        | 55 | 12 | 8  | 30 | 5  | 100 | 127 | -27  | 57  |
| +012, | Rögle BK        | 55 | 10 | 5  | 34 | 6  | 104 | 174 | -70  | 46  |

- Champion de la saison régulière
- Séries éliminatoires
- Barrage de relégation (Kvalserien)

## Séries éliminatoires
|  | Quarts de finale | Quarts de finale |                |   | Demi-finales | Demi-finales |  |  | Finale | Finale |
|  | Quarts de finale | Quarts de finale |                |   | Demi-finales | Demi-finales |  |  | Finale | Finale |
|  |                  |                  |                |   |              |              |  |  |        |        |
|  |                  |                  |                |   |              |              |  |  |        |        |
|  |                  |                  |                |   |              |              |  |  |        |        |
|  | Skellefteå AIK   | 4                |                |   |              |              |  |  |        |        |
|  | Skellefteå AIK   | 4                |                |   |              |              |  |  |        |        |
|  | Brynäs IF        | 0                |                |   |              |              |  |  |        |        |
|  | Brynäs IF        | 0                | Skellefteå AIK | 4 |              |              |  |  |        |        |
|  |                  |                  | Skellefteå AIK | 4 |              |              |  |  |        |        |
|  |                  | Linköping HC     | 1              |   |              |              |  |  |        |        |
|  | HV71             | Linköping HC     | 1              | 1 |              |              |  |  |        |        |
|  | HV71             |                  |                | 1 |              |              |  |  |        |        |
|  | Linköping HC     | 4                |                |   |              |              |  |  |        |        |
|  | Linköping HC     | 4                | Skellefteå AIK | 4 |              |              |  |  |        |        |
|  |                  |                  | Skellefteå AIK | 4 |              |              |  |  |        |        |
|  |                  | Luleå HF         | 0              |   |              |              |  |  |        |        |
|  | Färjestad BK     | Luleå HF         | 0              | 4 |              |              |  |  |        |        |
|  | Färjestad BK     |                  |                | 4 |              |              |  |  |        |        |
|  | Modo             | 1                |                |   |              |              |  |  |        |        |
|  | Modo             | 1                | Färjestad BK   | 1 |              |              |  |  |        |        |
|  |                  |                  | Färjestad BK   | 1 |              |              |  |  |        |        |
|  |                  | Luleå HF         | 4              |   |              |              |  |  |        |        |
|  | Luleå HF         | Luleå HF         | 4              | 4 |              |              |  |  |        |        |
|  | Luleå HF         |                  |                | 4 |              |              |  |  |        |        |
|  | Frölunda HC      | 2                |                |   |              |              |  |  |        |        |
|  | Frölunda HC      | 2                |                |   |              |              |  |  |        |        |

### Finale
| 13 avril 2013 | Skellefteå AIK | 1-0 (0-0, 0-0, 0-0, 1-0) | Luleå HF | Skellefteå Kraft Arena 6 001 spectateurs |

| Feuille de match | Feuille de match                             | Feuille de match | Feuille de match | Feuille de match                                                      |
| ---------------- | -------------------------------------------- | ---------------- | ---------------- | --------------------------------------------------------------------- |
|                  | 68 min 30 s, Holloway (Lindström, Bellemare) | 1-0              |                  | Arbitrage : Sören Persson Mikael Nord Jan Sandström Fredrik Ulriksson |
| Joacim Eriksson  | Gardiens                                     | Johan Gustafsson |                  | Arbitrage : Sören Persson Mikael Nord Jan Sandström Fredrik Ulriksson |
| 6 min            | Pénalités                                    | 16 min           |                  | Arbitrage : Sören Persson Mikael Nord Jan Sandström Fredrik Ulriksson |
| 45               | Tirs                                         | 18               |                  | Arbitrage : Sören Persson Mikael Nord Jan Sandström Fredrik Ulriksson |

| 14 avril 2013 | Luleå HF | 2-4 (1-3, 1-1, 0-0) | Skellefteå AIK | Coop Norrbotten Arena 6 300 spectateurs |

| Feuille de match | Feuille de match                                                                        | Feuille de match        | Feuille de match | Feuille de match                                                    |
| ---------------- | --------------------------------------------------------------------------------------- | ----------------------- | --- | ------------------------------------------------------------------- |
|                  | 2 min 35 s, Persson (Cam Abbott, Fransson) 52 min 24 s, Persson (Cam Abbott, Sandström) | 1-0 1-1 1-2 1-3 1-4 2-4 | 11 min 37 s, Emanuelsson (Arvidsson, Klingberg) 15 min 1 s, Arvidsson 16 min 55 s, Ericsson (Andersson, Burström) 46 min 1 s, Karlsson (Arvidsson, Andersson) | Arbitrage : Ulf Rönnmark Mikael Sjöqvist Jimmy Dahmén Tobias Haster |
| Joacim Eriksson  | Gardiens                                                                                | Johan Gustafsson        | | Arbitrage : Ulf Rönnmark Mikael Sjöqvist Jimmy Dahmén Tobias Haster |
| 34 min           | Pénalités                                                                               | 32 min                  | | Arbitrage : Ulf Rönnmark Mikael Sjöqvist Jimmy Dahmén Tobias Haster |
| 4                | Tirs                                                                                    | 8                       | | Arbitrage : Ulf Rönnmark Mikael Sjöqvist Jimmy Dahmén Tobias Haster |

| 16 avril 2013 | Skellefteå AIK | 2-1 (0-1, 2-0, 0-0) | Luleå HF | Skellefteå Kraft Arena 6 001 spectateurs |

| Feuille de match | Feuille de match                                                        | Feuille de match | Feuille de match                               | Feuille de match                                                         |
| ---------------- | ----------------------------------------------------------------------- | ---------------- | ---------------------------------------------- | ------------------------------------------------------------------------ |
|                  | 20 min 32 s, Sevc (Forssell) 38 min 0 s, Arvidsson (Lindberg, Karlsson) | 0-1 1-1 2-1      | 18 min 50 s, Gunnarsson (Sandström, Hedman) SN | Arbitrage : Marcus Vinnerborg Mikael Nord Fredrik Carlman Emil Yletyinen |
| Joacim Eriksson  | Gardiens                                                                | Johan Gustafsson |                                                | Arbitrage : Marcus Vinnerborg Mikael Nord Fredrik Carlman Emil Yletyinen |
| 12 min           | Pénalités                                                               | 6 min            |                                                | Arbitrage : Marcus Vinnerborg Mikael Nord Fredrik Carlman Emil Yletyinen |
| 25               | Tirs                                                                    | 29               |                                                | Arbitrage : Marcus Vinnerborg Mikael Nord Fredrik Carlman Emil Yletyinen |

| 18 avril 2013 | Luleå HF | 0-4 (0-2, 0-1, 0-1) | Skellefteå AIK | Coop Norrbotten Arena 6 300 spectateurs |

| Feuille de match | Feuille de match | Feuille de match | Feuille de match | Feuille de match                                                           |
| ---------------- | ---------------- | ---------------- | --- | -------------------------------------------------------------------------- |
|                  |                  | 0-1 0-2 0-3 0-4  | 3 min 33 s, Möller (Lindström, Burström) 15 min 22 s, Forssell (Holloway, Sevc) 25 min 32 s, Forsberg (Lindberg, Lindgren) 56 min 22 s, Forssell (Eriksson) cage vide | Arbitrage : Ulf Rönnmark Marcus Vinnerborg Fredrik Ulriksson Tobias Haster |
| Johan Gustafsson | Gardiens         | Joacim Eriksson  | | Arbitrage : Ulf Rönnmark Marcus Vinnerborg Fredrik Ulriksson Tobias Haster |
| 12 min           | Pénalités        | 6 min            | | Arbitrage : Ulf Rönnmark Marcus Vinnerborg Fredrik Ulriksson Tobias Haster |
| 32               | Tirs             | 40               | | Arbitrage : Ulf Rönnmark Marcus Vinnerborg Fredrik Ulriksson Tobias Haster |

### Effectif vainqueur
| Champion de Suède Skellefteå AIK | Gardiens de but : Joacim Eriksson, Markus Svensson Défenseurs : Johan Alm, Erik Andersson, Niclas Burström, Rasmus Edström, Petter Granberg, John Klingberg, Fredrik Lindgren, Martin Ševc, Tomas Skogs, Fredrik Styrman Attaquants : Viktor Arvidsson, Pierre-Édouard Bellemare, Petter Emanuelsson, Jimmie Ericsson, Johan Forsberg, Erik Forssell, Bud Holloway, Melker Karlsson, Oscar Lindberg, Joakim Lindström, Martin Lundberg, Oscar Möller, Adam Pettersson, Pontus Petterström Entraîneurs : Anders Forsberg, Stefan Klockare, Bert Robertsson |

## Kvalserien
La Kvalserien est une poule de barrage qui détermine oppose six équipes afin de déterminer les deux derniers participants à l'Elitserien 2013-2014. Les équipes terminant de la troisième à la sixième place disputent la saison 2013-2014 dans l'Allsvenskan.
Sont qualifiées pour ce barrage :
- La onzième et la douzième équipe de la saison régulière de l'Elitserien ;
- Les trois premières équipes de l'Allsvenskan ;
- L'équipe vainqueur de la poule de qualification à l'Allsvenskan.

| Clt   | Équipe          | PJ | V | VP | VF | D | DP | DF | BP | BC | Diff | Pts |
| ----- | --------------- | -- | - | -- | -- | - | -- | -- | -- | -- | ---- | --- |
| +001, | Örebro HK       | 10 | 6 | 1  | 1  | 0 | 0  | 2  | 29 | 16 | +13  | 24  |
| +002, | Leksands IF     | 10 | 7 | 0  | 0  | 2 | 1  | 0  | 36 | 19 | +17  | 22  |
| +003, | Timrå IK        | 10 | 4 | 0  | 2  | 3 | 0  | 1  | 30 | 30 | 0    | 17  |
| +004, | VIK Västerås HK | 10 | 3 | 0  | 1  | 5 | 0  | 1  | 19 | 23 | -4   | 12  |
| +005, | Rögle BK        | 10 | 2 | 1  | 0  | 7 | 0  | 0  | 18 | 27 | -9   | 8   |
| +006, | Södertälje SK   | 10 | 2 | 0  | 0  | 7 | 1  | 0  | 16 | 33 | -17  | 7   |

- Qualifié pour l'Elitserien

## Qualification pour la Kvalserien
Les équipes classées de la quatrième à la septième place lors de la saison régulière de l'Allsvenskan se disputent la dernière place qualificative pour la Kvalserien. Au début du tournoi, elles reçoivent un bonus de points en fonction de leur classement lors de la saison régulière de l'Allsvenskan.
| Clt   | Équipe            | PJ | V | VP | VF | D | DP | DF | BP | BC | Diff | Pts    |
| ----- | ----------------- | -- | - | -- | -- | - | -- | -- | -- | -- | ---- | ------ |
| +001, | Örebro HK         | 6  | 4 | 0  | 0  | 1 | 0  | 1  | 23 | 16 | +7   | 15 (2) |
| +002, | BIK Karlskoga     | 6  | 3 | 0  | 0  | 0 | 0  | 3  | 19 | 22 | -3   | 13 (4) |
| +003, | Djurgården Hockey | 6  | 2 | 0  | 0  | 1 | 0  | 3  | 22 | 20 | +2   | 11 (3) |
| +004, | IK Oskarshamn     | 6  | 2 | 0  | 0  | 0 | 0  | 4  | 20 | 26 | -6   | 7 (1)  |

- Qualifié pour la Kvalserien

## Allsvenskan
| Clt   | Équipe            | PJ | V  | D  | N  | BP  | BC  | Diff | Pts |
| ----- | ----------------- | -- | -- | -- | -- | --- | --- | ---- | --- |
| +001, | Leksands IF       | 52 | 32 | 10 | 11 | 177 | 122 | +55  | 109 |
| +002, | Södertälje SK     | 52 | 29 | 14 | 9  | 157 | 114 | +43  | 103 |
| +003, | VIK Västerås HK   | 52 | 28 | 15 | 9  | 146 | 110 | +36  | 98  |
| +004, | BIK Karlskoga     | 52 | 30 | 19 | 3  | 161 | 127 | +34  | 96  |
| +005, | Djurgårdens IF    | 52 | 26 | 15 | 11 | 152 | 124 | +28  | 92  |
| +006, | Örebro HK         | 52 | 26 | 19 | 7  | 154 | 123 | +31  | 89  |
| +007, | IK Oskarshamn     | 52 | 22 | 23 | 7  | 157 | 152 | +5   | 77  |
| +008, | Mora IK           | 52 | 20 | 23 | 9  | 139 | 147 | -8   | 76  |
| +009, | IF Malmö Redhawks | 52 | 20 | 24 | 8  | 151 | 150 | +1   | 71  |
| +010, | IF Troja-Ljungby  | 52 | 20 | 26 | 6  | 124 | 162 | -38  | 69  |
| +011, | Asplöven HC       | 52 | 17 | 27 | 8  | 138 | 186 | -48  | 63  |
| +012, | Almtuna IS        | 52 | 15 | 28 | 9  | 118 | 143 | -25  | 56  |
| +013, | Tingsryds AIF     | 52 | 14 | 28 | 10 | 108 | 143 | -35  | 56  |
| +014, | Karlskrona HK     | 52 | 11 | 38 | 3  | 107 | 186 | -79  | 37  |

- Qualifié pour la Kvalserien
- Tour de qualification pour la Kvalserien
- Relégué

## Trophées
- Trophée Le Mat : Skellefteå AIK
- Guldpucken : Jimmie Ericsson, Skellefteå AIK
- Guldhjälmen : Bud Holloway, Skellefteå AIK
- Trophée Honkens : Gustaf Wesslau, HV 71
- Trophée Håkan-Loob : Carl Söderberg, Linköpings HC
- Trophée Stefan-Liv : Oscar Lindberg, Skellefteå AIK
- Årets rookie : William Karlsson, HV 71
- Årets coach : Peter Andersson, Örebro HK
- Guldpipan : Ulf Rönnmark
- Trophée Salming : Magnus Nygren, Färjestads BK
- Équipe type des médias :

| Gardien | Joacim Eriksson (Skellefteå) | Joacim Eriksson (Skellefteå) | Joacim Eriksson (Skellefteå) | Joacim Eriksson (Skellefteå)           | Joacim Eriksson (Skellefteå)           | Joacim Eriksson (Skellefteå)           |
| Défense | Magnus Nygren (Färjestad)    | Magnus Nygren (Färjestad)    | Magnus Nygren (Färjestad)    | Staffan Kronwall (Lokomotiv Iaroslavl) | Staffan Kronwall (Lokomotiv Iaroslavl) | Staffan Kronwall (Lokomotiv Iaroslavl) |
| Attaque | Jimmie Ericsson (Skellefteå) | Jimmie Ericsson (Skellefteå) | Oscar Lindberg (Skellefteå)  | Oscar Lindberg (Skellefteå)            | Carl Söderberg (Linköping)             | Carl Söderberg (Linköping)             |